# Matías Palau Ferré
Matías Palau Ferré (1921–2000) fue un pintor, escultor y ceramista nacido en Montblanch, provincia de Tarragona, Comunidad Autónoma de Cataluña, España. Es conocido como el pintor que quemaba sus cuadros.

## Biografía
Cursó estudios en la Real Academia Catalana de Bellas Artes de San Jorge, Barcelona y se trasladó a París en 1957 donde fue uno de los discípulos de Pablo Picasso.

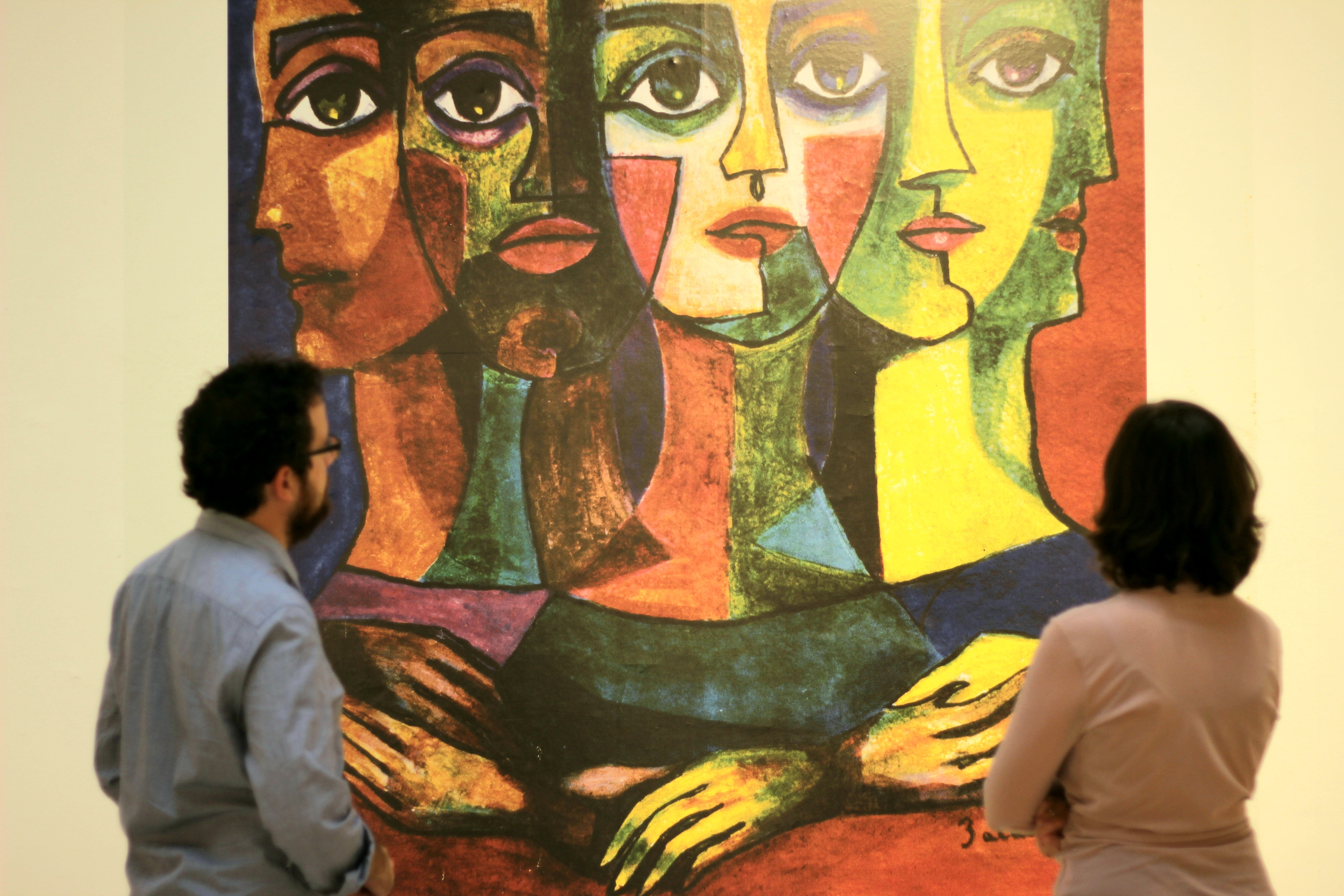
Exposición conmemorativa de Palau Ferré en Reus (2020)

Empezó con algunas obras de inspiración cubista en lienzos al óleo. Con el paso de los años también hizo cerámica y esculturas.
Después de llegar a la fama en España realizó exposiciones en varios países extranjeros, incluyendo Francia, el Reino Unido y los EE. UU.. Sus obras más importantes son Mujer y  luna, Montblanch y Guer-Blanc. 
Palau Ferré alcanzó notoriedad debido a sus cambios repentinos de humor que le llevaron a quemar sus lienzos al óleo en 1974 después de una querella que tuvo con un galerista. Como protesta contra lo que el definía como "prostitución del arte", siguió quemando de manera sistemática todas las obras al óleo suyas que se pusieron a su alcance durante un periodo de unos veinte años. Normalmente esparcía las cenizas de sus cuadros ceremonialmente en el río Francolí de su tierra natal, pero algunas de las cenizas de sus lienzos fueron guardadas y pasaron a formar parte de una exposición artística en Pensilvania, EE. UU. Su prolongada protesta le llevó a dejar de pintar lienzos al óleo y a prohibir que los pocos que sobrevivieron fueran expuestos hasta 1989. En su última fase artística pintó solamente en tinta china sobre papel grueso siguiendo una técnica de su propia invención. Siempre firmaba sus obras con sus dos apellidos "Palau Ferré".
Palau Ferré falleció el 1 de enero de 2000 en Montblanch y el ayuntamiento de esa villa puso su nombre a una calle ese mismo año. Meses después se inauguró su Casa-Museo en el que se exponen algunas de sus obras, incluyendo algunos raros lienzos que se salvaron de la quema.
A las puertas del centenario del artista, que se conmemora en 2021, son diversas los museos que han empezado a exponer obras de Palau Ferré. Asimismo, recientemente se ha publicado El pintor que cremava els seus quadres (Editorial Base, 2020), un ensayo sobre Palau Ferré escrito por el historiador Francesc Marco-Palau, sobrino-nieto del pintor cubista.

## Centenario Palau Ferré
Después de una intensa labor de recuperación de su figura llevada a cabo en los años 2019 y 2020, el gobierno catalán declaró el 2021 como Año Palau Ferré, una conmemoración oficial comisariada por el historiador Francesc Marco- Palau, sobrino nieto del pintor, para homenajear el centenario del nacimiento del artista. En el marco del Año Palau Ferré se organizaron 20 exposiciones temáticas diferentes y tuvieron lugar 100 actuaciones territoriales en toda Cataluña, con el apoyo de ayuntamientos, museos, bibliotecas, entidades y ONG.
Así, entre otros, el Institut français de Barcelona recordó los años parisinos de Palau Ferré; el Museo de Cervera y el Museo de Historia de Cambrils detallaron la amistad del artista con el escritor Jaime Ferran; el Instituto de Estudios Ilerdenses sus vínculos con las comarcas leridanas; el Museo de Tárrega, sus arquetipos pictóricos; en Igualada, su nexo con la Cataluña Central; en L'Escala, su inspiración sardanista; en el Ayuntamiento de Sarral, su amistad con el arquitecto Josep Puig Torné; en el Muelle de Costa del Puerto de Tarragona, sus etapas biográficas; en la Casa de Palabra Santa Coloma de Farners su vertiente escultórica; el Museo de Arte de Girona, las figuras de un solo trazo; el Museo de Historia de Cataluña mostró los carteles solidarios del artista; y el Museo de la Vida Rural su esencia vitalista. La clausura tuvo lugar con una exposición retrospectiva en el convento de Sant Francesc de Montblanc.
También en el marco de la conmemoración, el Servicio de Bibliotecas de Cataluña ideó una exposición itinerante del centenario y, al mismo tiempo, fueron varios los museos que empezaron a exponer obras del artista: Museo Comarcal de la Conca de Barberà , Museo de Historia de Girona, Museo de Reus, El Museo de las Culturas del Vino de Cataluña. Vinseum y Museo de Arte Contemporáneo de Vilafamés
El mismo año 2021 se presentó la Pequeña Historia de Matias Palau Ferré, un cuento escrito por Rosa de las Neus Marco-Palau, sobrina nieta del artista, con dibujos de Pilarín Bayés.
En 2023, el escritor Màrius Serra noveló la vida del pintor en La mujer más pintada